# 亞斯費尼紹魯

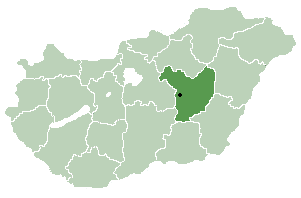

亞斯費尼紹魯是匈牙利的城鎮，位於該國中部，由亞斯-瑙吉孔-索爾諾克州負責管轄，面積76.16平方公里，2011年人口5,667，其中八成居民信奉天主教。
47°34′N 19°43′E / 47.567°N 19.717°E